# ハンス・ヘルマン・ユンゲ
ハンス・ヘルマン・ユンゲ（ドイツ語：Hans-Hermann Junge、1914年2月11日 - 1944年8月13日）は、ナチス・ドイツの親衛隊将校。最終階級は親衛隊中尉。
ユンゲは、アドルフ・ヒトラーの護衛を担当し、周囲からは従卒と見なされていた。また、ユンゲは、ヒトラー最後の個人秘書として知られるトラウデル・ユンゲの夫である。ユンゲは、1944年8月、ノルマンディーの戦いに参加し、戦いの後半で死亡した。現在、ユンゲは、シャンピニー＝サンタンドレ ドイツ戦争墓地に埋葬されている。

## 経歴
ユンゲは1914年2月、シュレースヴィヒ＝ホルシュタイン州のプレエッツで生を受けた。1934年、親衛隊に志願入隊する。所属部隊は、第1SS装甲師団 ライプシュタンダーテ・SS・アドルフ・ヒトラーであった。
1936年7月1日、ユンゲはヒトラー個人の護衛を担当する総統警護隊の隊員に選ばれた。1940年、ユンゲは、ヒトラーの秘書であったトラウデル・フンプスに出会う。ユンゲは周囲から、ハインツ・リンゲに次ぐ二人目の従卒と見なされた。ユンゲは、総統官邸やベルヒテスガーデン近くにあったヒトラーの自宅で、ヒトラーの身の回りの世話を担当した。妻トラウデルの回想によれば、リンゲとユンゲの2人は従卒と呼ばれ、実際にヒトラーの身の回りの世話をしていた。二人は、ヒトラーが移動する時も常に帯同し、ヒトラーの身の回りの雑務を片付けていた。仕事の内容は、ヒトラーを起こすことから始まり、新聞や軍からの報告を提出する事、毎日の食事内容や、当日の服装を決めることまで含まれていた。リンゲとユンゲは、2日ごとに交代していた。
ヒトラーの仲介を経て、ユンゲとトラウデルは1943年6月19日に結婚した。1943年7月14日に、ユンゲは第12SS装甲師団に異動した。第12装甲師団は、ノルマンディーに来襲すると予想された連合軍を迎え撃つ準備をしていた。すなわち、この異動はユンゲが最前線に赴くことを意味した。夫が戦地に向かうことについて、トラウデルは次のように回顧録に残している。
翌年1944年、ユンゲはフランスのドルーで、対空戦闘の最中に戦死した。最終階級は、親衛隊中尉である。ヒトラーユーゲントの少年兵だったアーミン・レーマンの回顧録によれば、「ヒトラーはユンゲに好意的であったため、彼の死にとても憤慨した。そして、自らトラウデルにその死を伝えた」という。トラウデルが夫の死を知った後、ヒトラーは秘書として自身の元に留まるようにトラウデルに頼んだ。トラウデルは未亡人だったので、ヒトラーはトラウデルを「世話をする」と約束した。

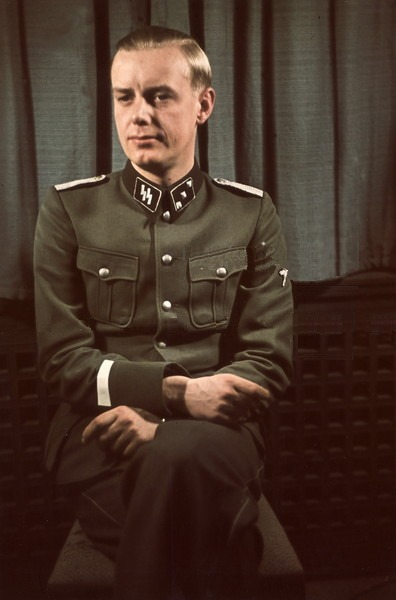
1944年撮影